# Niterói Bowl
Niterói Bowl é uma competição  do estado do Rio de Janeiro de futebol americano que é  disputado na Praia de Icaraí, Niterói

## Títulos por Equipe
America Red Lions 1 vez - 2006 
 Rio de Janeiro Minotauros 1 vez - 2012 
 Cabo Frio Rocks 1 vez - 2013

## Equipes em 2012
- Arraial do Cabo Blindados [3][4]
- Niterói Sandstorm

- Mangaratiba Megalodons

- Rio de Janeiro Minotauros